# Lobetal
Lobetal ist ein Ortsteil der Stadt Bernau bei Berlin im Landkreis Barnim in Brandenburg.

## Geographie
Lobetal liegt rund vier Kilometer nördlich von Bernau bei Berlin und etwa fünf Kilometer südwestlich von Biesenthal im Naturpark Barnim. Im Ort leben rund 700 Einwohner (31. Dezember 2002), die Fläche beträgt 796 Hektar.
Landschaftlich ist Lobetal eingebunden in die flachwellige Barnimlandschaft an der Märkischen Eiszeitstraße, die über die „Eiszeitstraßentour“ erradelt werden kann. Der Radfernweg Berlin–Usedom führt direkt am Ort vorbei und verläuft nach Norden weiter durch das Biesenthaler Becken, das zum Teil als Naturschutzgebiet ausgewiesen ist.

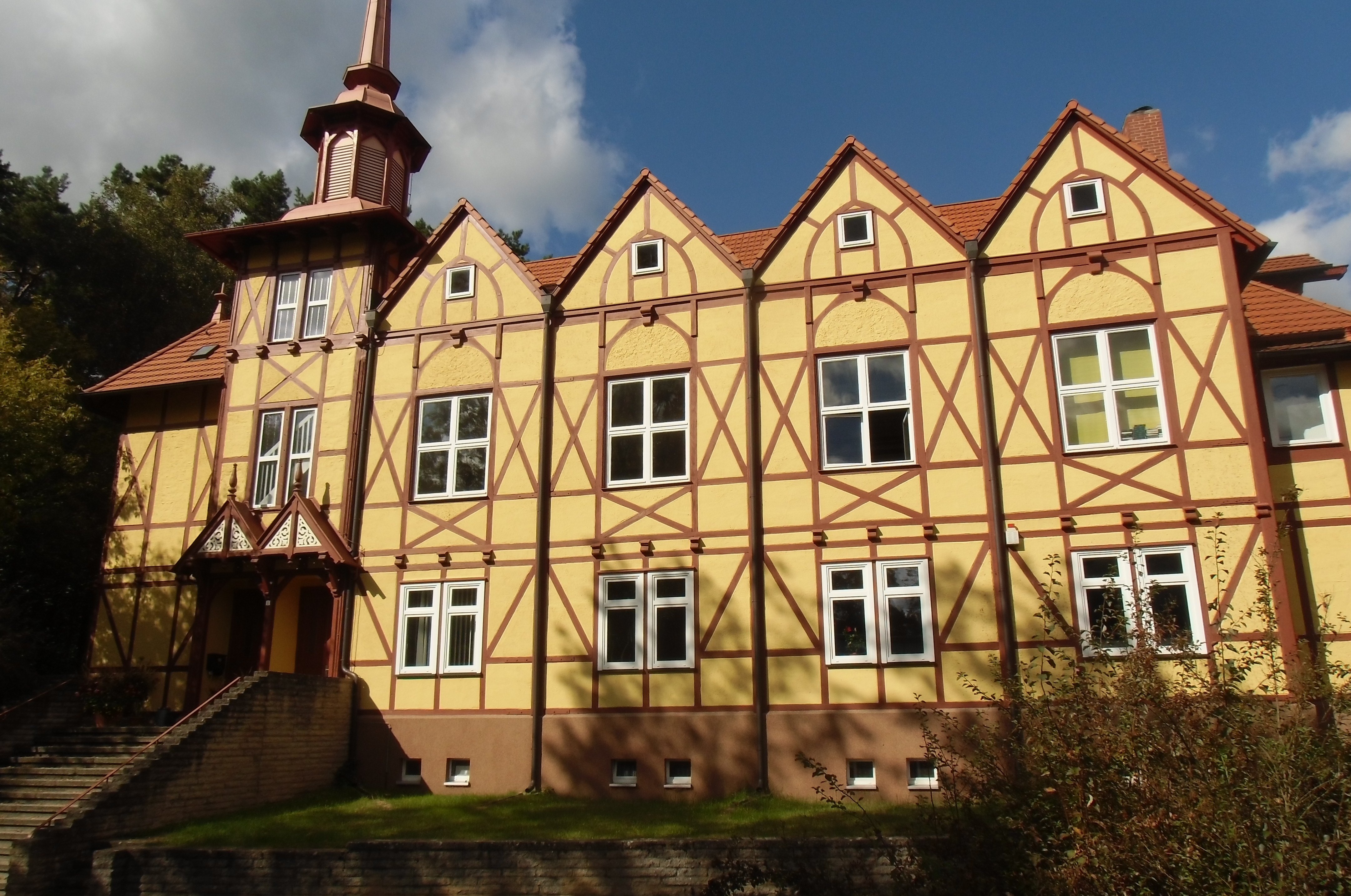
Begegnungszentrum der Hoffnungstaler Stiftung Lobetal

## Geschichte
Lobetal wurde im Jahr 1905 von dem Pfarrer Friedrich von Bodelschwingh auf einem gepachteten Gut als Arbeiterkolonie unter dem Motto „Arbeit statt Almosen“ gegründet, um dem Elend der Obdachlosen und Arbeitslosen in Berlin zu begegnen. Bereits im Frühjahr 1905 hatte er im Nachbarort Rüdnitz mit dem Bau der ersten Wohnstätte Hoffnungstal begonnen. Diese war dem Ansturm aus den Berliner Asylen nicht gewachsen, weshalb von Bodelschwingh bereits 1906 zwei Kilometer Richtung Westen auf die „grüne Wiese“ auswich und dort Lobetal errichtete.
Die Kolonie Lobetal ist mit ihrer Gründung dem Gutsbezirk Schönwalde Forst im Kreis Niederbarnim zugeordnet. Am 1. April 1920 wird die Kolonie zum selbstständigen Gutsbezirk Lobetal. Auf Regierungsbeschluss vom 26. November 1928 werden die Gutsbezirke aufgelöst. Ab 1. Januar 1929 wird aus dem Gutsbezirk die Landgemeinde Lobetal.
Pastor Paul Gerhard Braune, der über die Zeit des Nationalsozialismus auch die Anstalt leitete, setzte sich gegenüber der Reichskanzlei für den Schutz der „nicht-arischen“ Christen ein, konnte aber nicht verhindern, dass zahlreiche jüdischstämmige Bewohner der Vernichtung preisgegeben wurden. Seit 1997 erinnert ein Gedenkstein an der Bodelschwinghstraße im Ortsteil Friedenshöhe an die Opfer. Zu DDR-Zeiten fanden politisch Verfolgte im „Spannungsfeld Ost-West“ Hilfe und Aufnahme in Lobetal. Heute befindet sich hier der Sitz der Hoffnungstaler Stiftung Lobetal, die in fünf Bundesländern (Brandenburg, Berlin, Sachsen, Sachsen-Anhalt und Bremen) für Menschen mit Behinderungen, ältere Menschen, Kinder- und Jugendliche, geflüchtete sowie an Epilepsie erkrankte Menschen Angebote bereithält. Ausbildung in sozialen Berufen geschieht an den Standorten Lobetal und Berlin-Mitte.
Die Hoffnungstaler Stiftung Lobetal gehört zum Verbund der von Bodelschwinghschen Stiftungen Bethel und ist Mitglied des Diakonischen Werkes Berlin-Brandenburg-schlesische Oberlausitz.

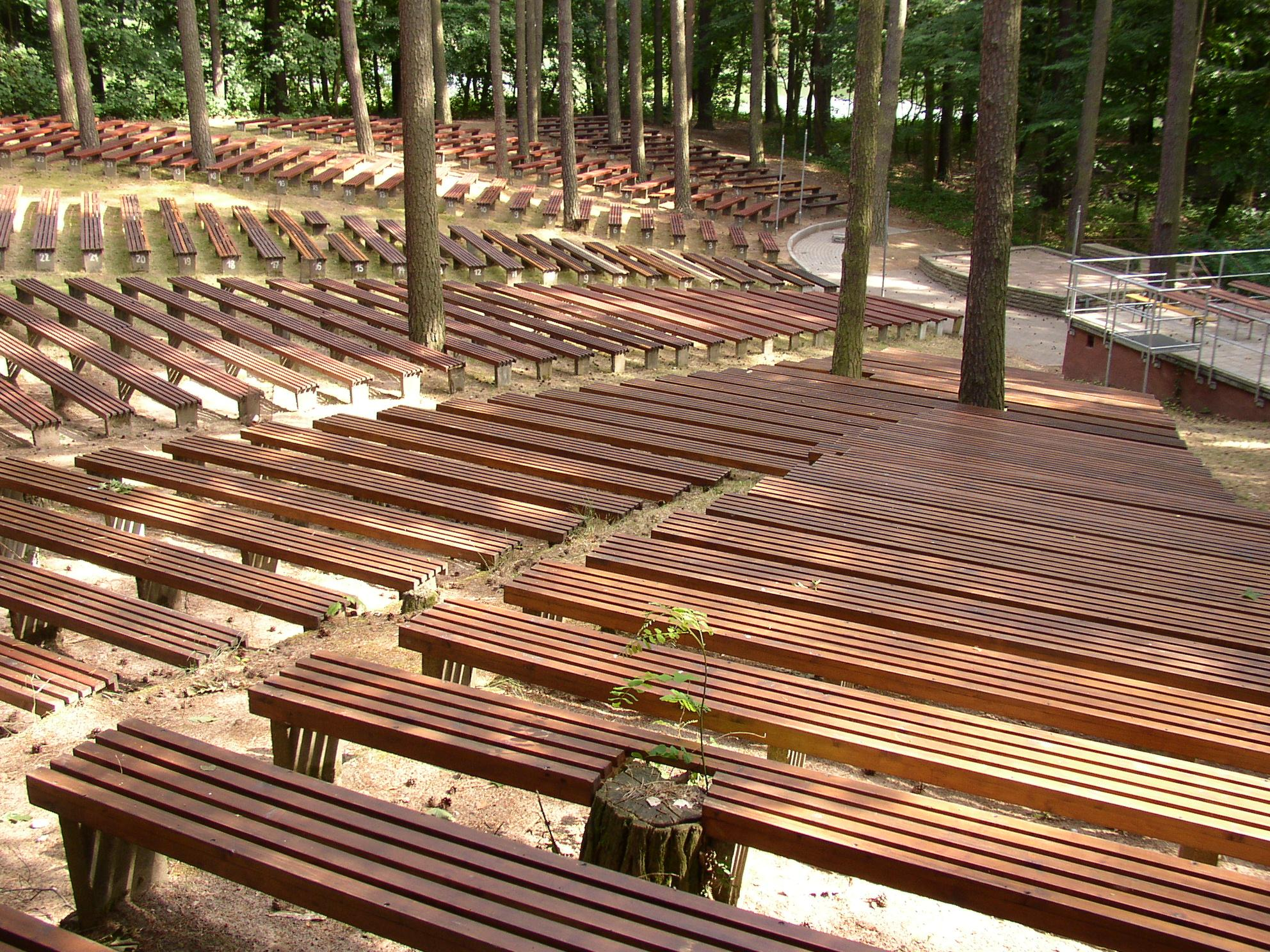
Waldkirche

Nach der deutschen Wiedervereinigung erfuhren Straßen und Plätze eine behindertengerechte Umgestaltung, zahlreiche Neubauten kamen hinzu. Dabei konnte die ursprüngliche parkähnliche Gesamtgestaltung weitgehend bewahrt werden. Am nördlichen Ortsrand liegt der Mechesee. In der Seemitte liegt eine Sandbank. Diese kommt durch Versandung des unterirdischen Zuflusses immer mehr zum Vorschein. Grund für den fallenden Grundwasserspiegel sind die 1985 einen Kilometer südöstlich des Ortes angelegten Tiefbunker der NVA, die der Radar-Überwachung des nördlichen Berliner Luftraumes dienten. Heute ist hier eine Tierpension untergebracht.
Die damals noch eigenständige Kommune Lobetal erwarb Mitte der 1990er Jahre von den Hoffnungstaler Anstalten Lobetal einige Hektar Land. Im Wohngebiet „An der einsamen Kiefer“ befinden sich heute 42 zumeist mit Erbbaurecht errichtete private Eigenheime.
Zwei Kilometer südlich des Ortes liegt das Gelände einer ehemaligen DDR-Grenzhunde-Ausbildungsstätte. Zwei Kilometer nördlich befand sich bis 1990 ein hermetisch abgeriegelter Bereich – Langerönner Mühle –, der zum Teil durch die NVA, zum Teil durch das Ministerium des Innern der DDR genutzt wurde. Anwohner berichten von regelmäßigen Transporten per Ikarus-Bussen in der zweiten Hälfte der 1980er Jahre. Anreisende waren zumeist männliche Personen im Alter zwischen 20 und 40 Jahren aus Afrika und Lateinamerika. Fraglich bleibt, ob das Gelände in diesem Zusammenhang teilweise zur militärischen Ausbildung von Guerilla-Truppen genutzt wurde.
Zwei Kilometer westlich des Ortes befand sich seit Ende 1939 die Anlage des Marine-Bunkers „Koralle“ einschließlich dazugehöriger Anlagen. Teilweise befehligte Karl Dönitz im Zweiten Weltkrieg (seit dem 30. Januar 1943) von hier aus als Befehlshaber die deutsche U-Boot-Flotte. Nach dem Krieg gingen die Bunkeranlagen in die Nutzung der Sowjetarmee über. Ein ehemaliges Mannschaftsgebäude der Marine am Rande des Militärgebietes wurde den Hoffnungstaler Anstalten Lobetal 1949 zur Nutzung als Wohnstätte überlassen. Die meisten Anlagen wurden nach Kriegsende gesprengt, jedoch sind der Tiefbunker und das ehemalige Wohnhaus der Familie Dönitz bis heute erhalten.
Bekannt wurde der Ort auch dadurch, dass Erich Honecker und seine Frau Margot von Ende Januar bis Anfang April 1990 bei der Familie des Lobetaler Pfarrers Uwe Holmer unterkamen.
Im Zuge der Gebietsreform erfolgte am 31. Dezember 2002 die Eingemeindung nach Bernau bei Berlin.

## Kultur und Sehenswürdigkeiten
- Im Ort gibt es neben der Hoffnungstaler Stiftung Lobetal drei weitere Vereine: Der Verein Alte Schmiede Lobetal für Integration und Tourismus e. V., der die als Touristentreff und Dorfgemeinschaftshaus genutzte Alte Schmiede betreibt. Hier befindet sich auch eine kleine Bibliothek.
- Mithilfe des mobilen Kinos des Filmklubs Güstrow und des Landesverbandes Filmkommunikation Mecklenburg-Vorpommern wird regelmäßig Programmkino gemacht. Ein Schwerpunkt ist Filmarbeit für und mit Menschen mit Behinderungen.
- Des Weiteren gibt es den Sportverein SV Rüdnitz/Lobetal 97 mit ca. 300 Mitgliedern. Schwerpunkt ist der Fußball-Bereich, außerdem Tischtennis, Freizeitvolleyball und eine eigene Behindertensportsektion. Des Weiteren arbeitet seit 1994 die Ukraine-Hilfe Lobetal (Trägerverein cura hominum e. V.) in Lobetal. Sie sammelt Sach- und Kleiderspenden und organisiert regelmäßige Hilfstransporte in Kirchgemeinden und Sozialprojekte in die Ukraine.
- Noch aus DDR-Zeiten ist der Ort vielen Berlinern als grüne Oase bekannt. Nach wie vor werden der Ort und die direkte Umgebung für ausgiebige Spaziergänge genutzt.
- Auf dem Friedhof befindet sich ein Mahnmal zum Gedenken an die über 600 Menschen, die in den ersten Nachkriegsjahren (1945–1947) im Ort Lobetal an Unterernährung und Krankheit starben. Neben Dorfbewohnern befand sich auch eine große Zahl von Flüchtlingen, die im Ort weilten, unter den Opfern.
- Ein Gedenkstein an der Hauptstraße gegenüber der Kirche erinnert an 13 Personen jüdischer Herkunft, die in Lobetal nicht vor dem Zugriff nationalsozialistischen Terrors geschützt werden konnten und in verschiedene Vernichtungslager deportiert wurden.
- In Alt-Lobetal befindet sich ein Gedenkstein, der in Erinnerung an vier homosexuelle Männer mit Behinderung aufgestellt wurde, die in den sogenannten Plötzenseer Blutnächten ebendort hingerichtet wurden.

## Sohn des Ortes
- Fritz Onnasch (1911–1945), evangelischer Theologe und enger Mitarbeiter Dietrich Bonhoeffers